# نادي باناثينايكوس لكرة السلة
نادي باناثينايكوس لكرة السلة (باليونانية: Παναθηναϊκός)‏ هو فريق كرة سلة يوناني تأسس في سنة 1919 يقع مقره في أثينا. يلعب في الدوري الأوروبي لكرة السلة والدوري اليوناني لكرة السلة.

## الإنجازات

### المسابقات الوطنية
- الدوري اليوناني لكرة السلة
  - الفوز (35) :[2] 1920-1921، 1945–1946، 1946–1947، 1949–1950، 1950–1951، 1953–1954، 1960–1961، 1961–1962، 1966–1967، 1968–1969، 1970–1971، 1971–1972، 1972–1973، 1973–1974، 1974–1975، 1976–1977، 1979–1980، 1980–1981، 1981–1982، 1983–1984، 1997–1998، 1998–1999، 1999–2000، 2000–2001، 2002–03، 2003–04، 2004–05، 2005–06، 2006–07، 2007–08، 2008–09، 2009–10، 2010–11، 2012–13، 2013–14
- كأس اليونان لكرة السلة
  - الفوز (17) : 1978–1979، 1981–1982، 1982–1983، 1985–1986، 1992–1993، 1995–1996، 2002–2003، 2004–2005، 2005–2006، 2006–2007، 2007–2008، 2008–2009، 2011–2012، 2012–2013، 2013–2014، 2014–2015، 2015–16

### المنافسات الأوروبية
- الدوري الأوروبي لكرة السلة[3]
  - الفوز (6)
  - الوصافة (1): 2000–01
  - المركز الثالث(3): 1993–1994، 1994–1995، 2004–2005
  - المركز الرابع (1): 2011–2012

## معرض صور

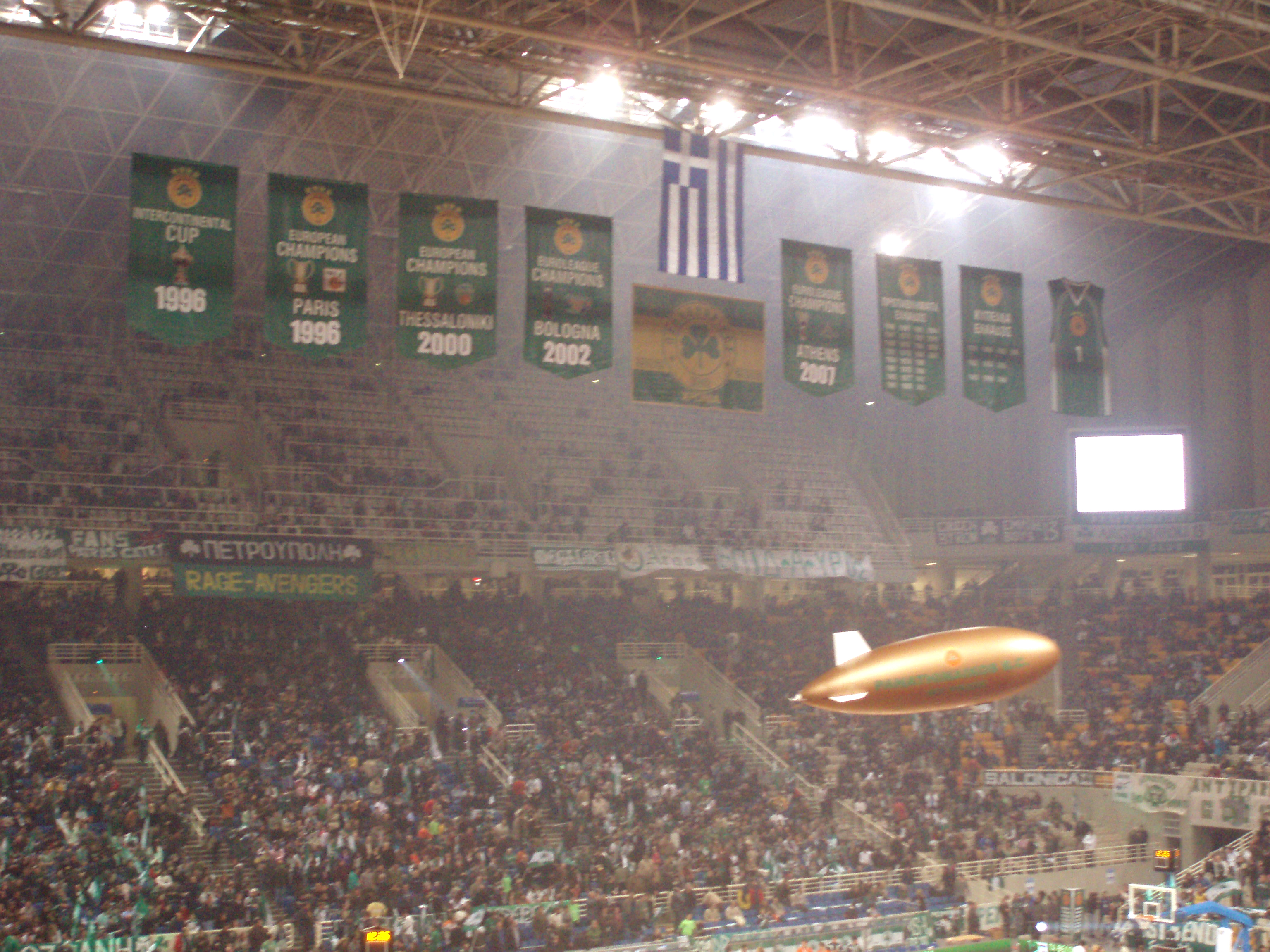
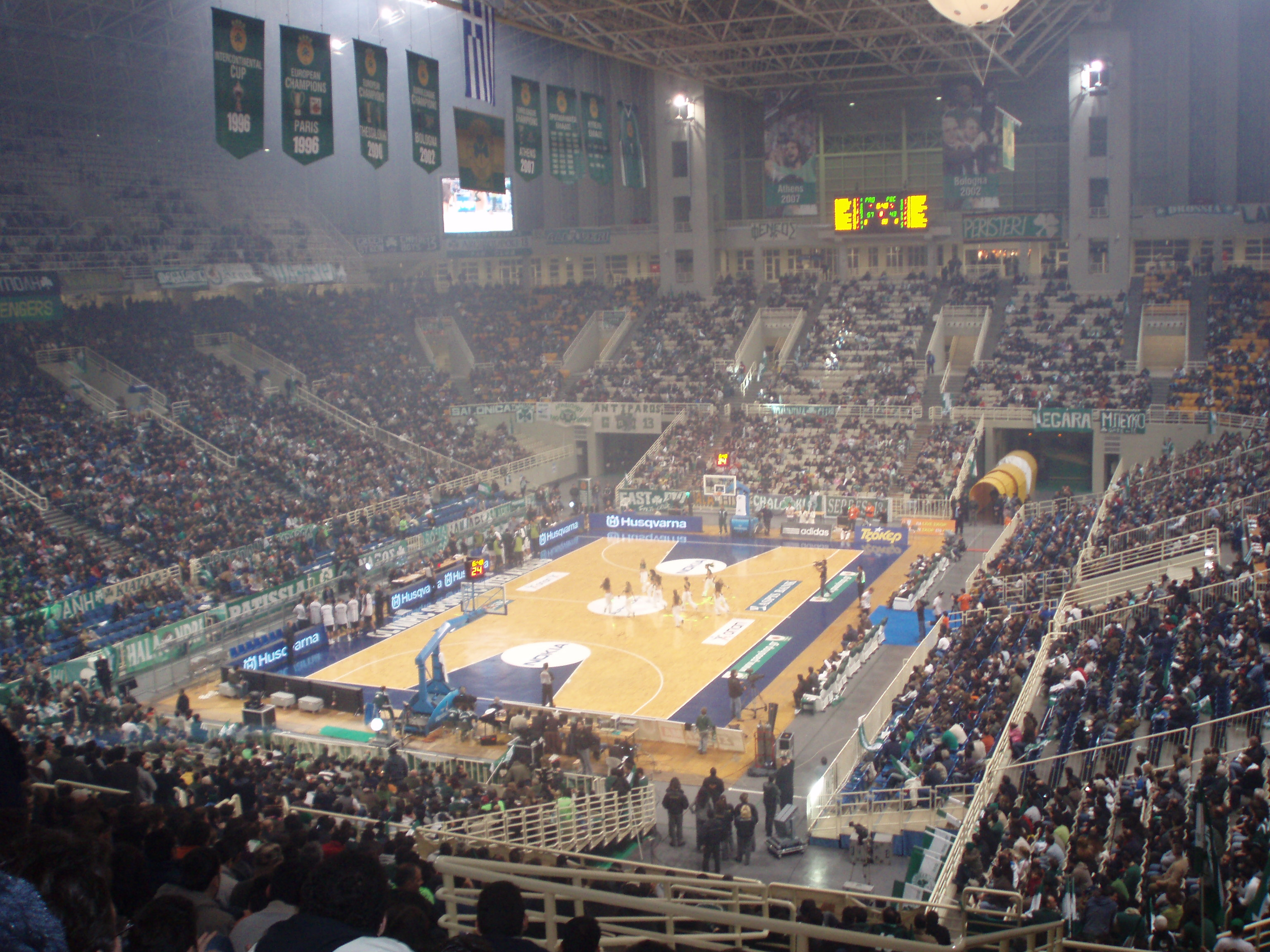
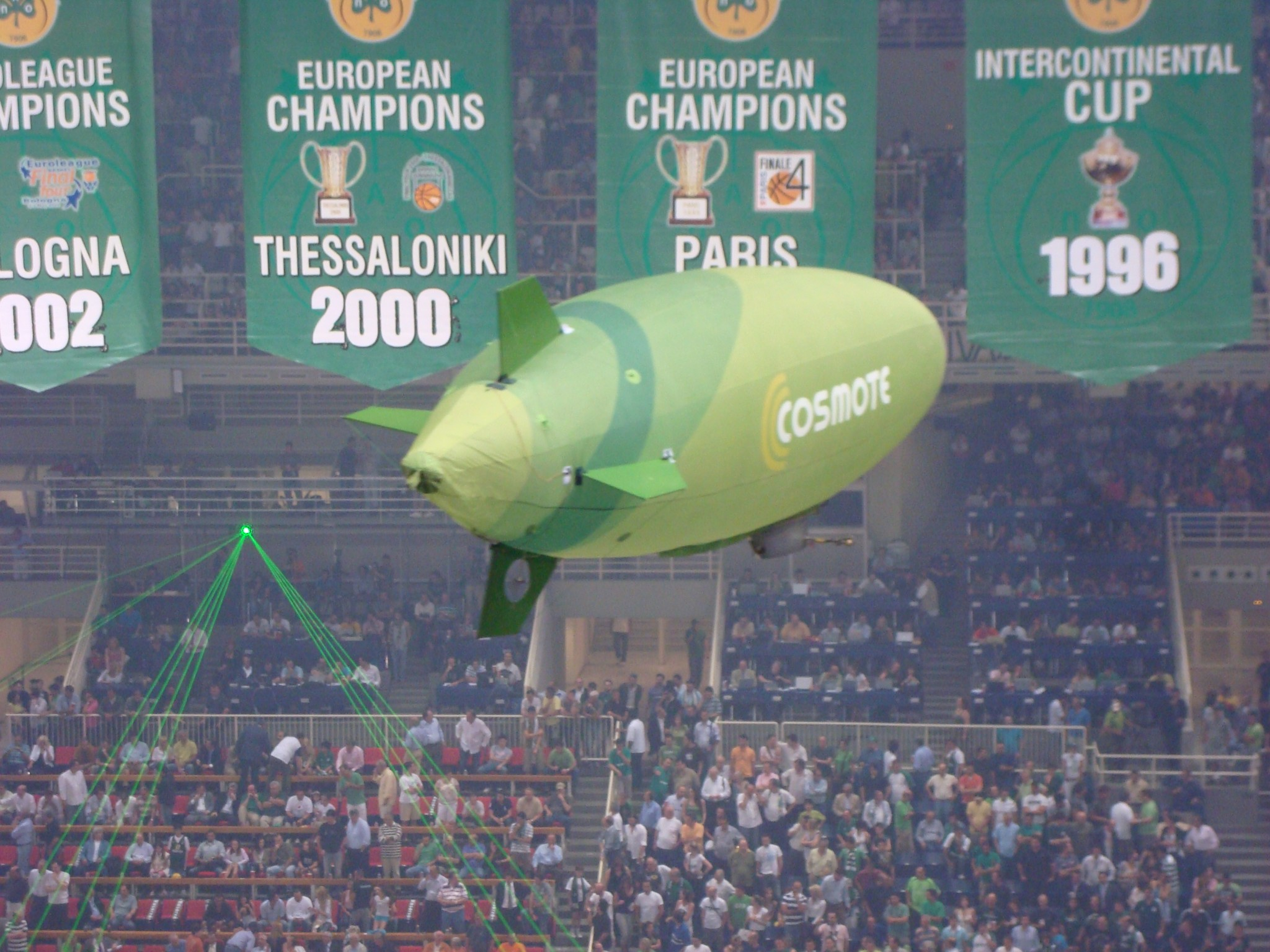

## أبرز اللاعبين
من أبرز اللاعبين الذين لعبوا معه:
- أنطونيو ديفيس
- بايرون سكوت
- داريل ميدلتون
- ديجان بوديروغا
- دومينيك ويلكنز
- مايكل باتيست
- توني ديلك

## وصلات خارجية
- الموقع%20الرسمي